# Willibaldo
Willibaldo de Dryopolis (o Willibaldo de Eichstätt) (Wessex, ca. 700 - Eichstätt, Baviera, Alemania, ca. 786) fue un obispo anglosajón de Eichstätt (Baviera). Es venerado como santo por diferentes confesiones cristianas.

## Biografía
Willibaldo nació en Wessex (Inglaterra) y era hijo de San Ricardo el Peregrino, hermano de los santos Winebaldo y Walburga y sobrino de Bonifacio de Maguncia. A los cinco años entró en la abadía benedictina de Waltham Forest para ser educado, haciéndose monje con el tiempo.
Alrededor de 722, Wilibaldo emprendió un viaje de peregrinación junto a su padre y su hermano que les llevó primero a Roma. Tras cruzar los Apeninos y llegar a la ciudad de Lucca, el rey Ricardo falleció de enfermedad. Tras enterrar a su padre en la basílica de San Frediano, los dos hermanos reanudaron el camino final hasta Roma, ahora junto a un grupo de viajeros para procurarse alguna protección frente a la inestabilidad imperante en la zona. Winebaldo se quedó en Roma y Willibaldo continuó el viaje hasta Tierra Santa. Al volver a Italia, pasó por Constantinopla, donde estuvo dos años. La religiosa Hugeburc de Heidenheim escribió una crónica de sus viajes en un libro conocido como Hodoeporicon o Vida de San Willibaldo, donde se citan algunos lugares por los que pasaron los peregrinos. Es el primer libro de viajes escrito por un inglés (o inglesa) y el único relato conservado de un peregrino a Tierra Santa del siglo VIII, que sirve de puente entre los relatos de Arculfo (670) y de Bernardo el Sabio (870). También es una buena fuente de las primeras vías romeas.
Ya en Italia, vivió en un monasterio de Montecassino, casa madre de los benedictinos, donde fue sacristán y decano, y contribuyó a la restauración que había comenzado Petronax poco antes.
En Roma, el papa Gregorio III le envió a tierras germanas para que ayudara a su tío Bonifacio en la evangelización. Bonifacio le mandó a Eichstätt, donde Willibaldo comenzó a predicar, y hacia 741 fue consagrado obispo en Turingia. Junto con Winebaldo fundó la abadía mixta de Heidenheim en 742, y se decidió que Winebaldo se quedara como abad. Al morir, se nombró abadesa a su hermana Walburga.
Willibaldo falleció en 786, muy mayor, y fue enterrado en la catedral de Eichstätt.
León VII lo canonizó en 935. En Alemania, es patrón de los fabricantes de rejas.

## Galería de imágenes

Representaciones de san Willibaldo
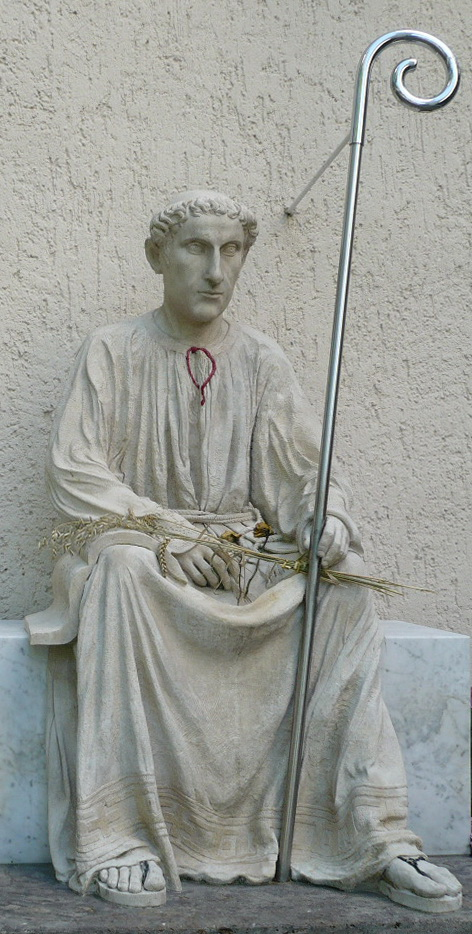
Estatua de san Willibaldo en la iglesia de Pasing (Múnich)
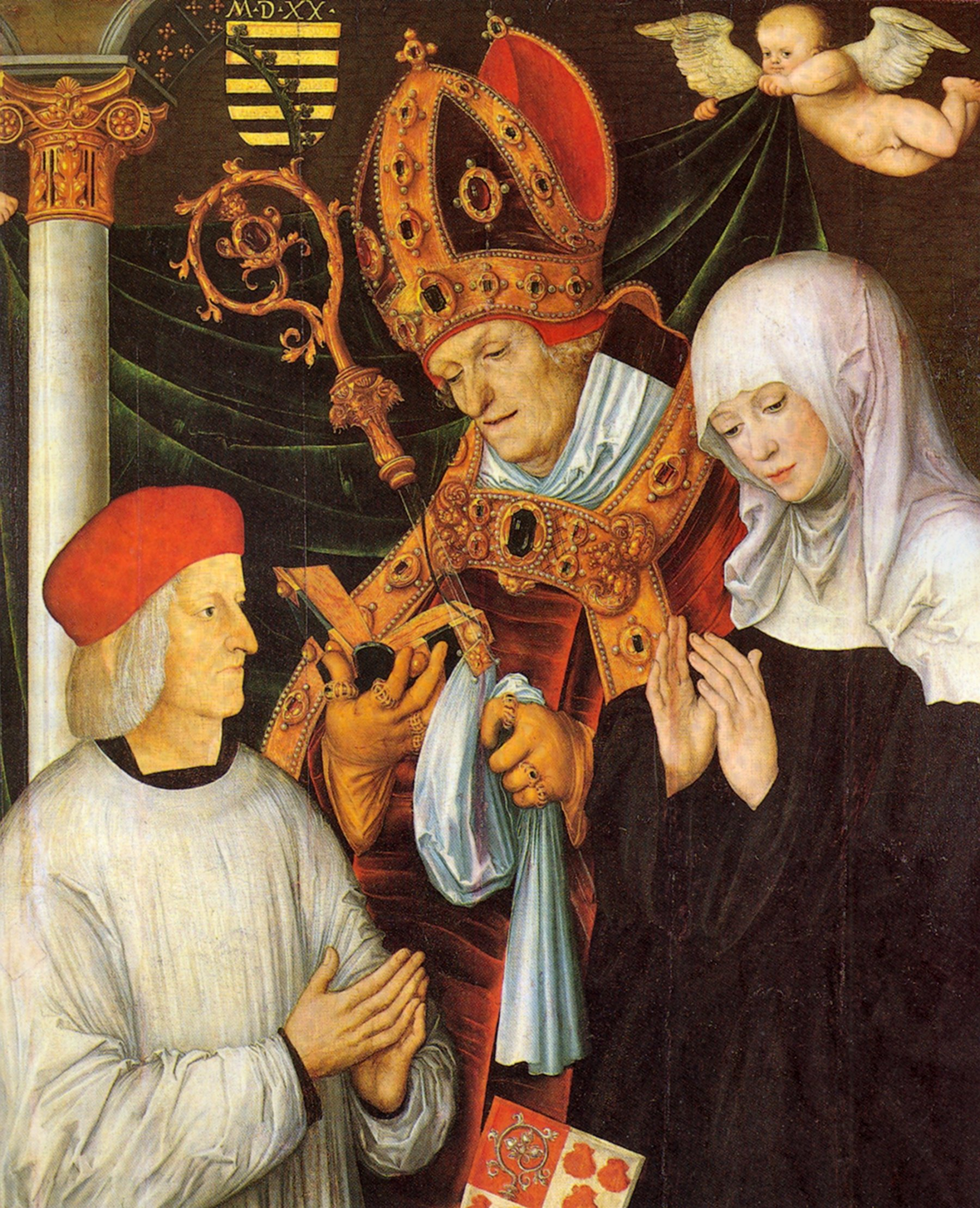
Willibaldo y Walburga con un obispo de Eichstätt, por Lukas Cranach el Viejo, ca. 1510
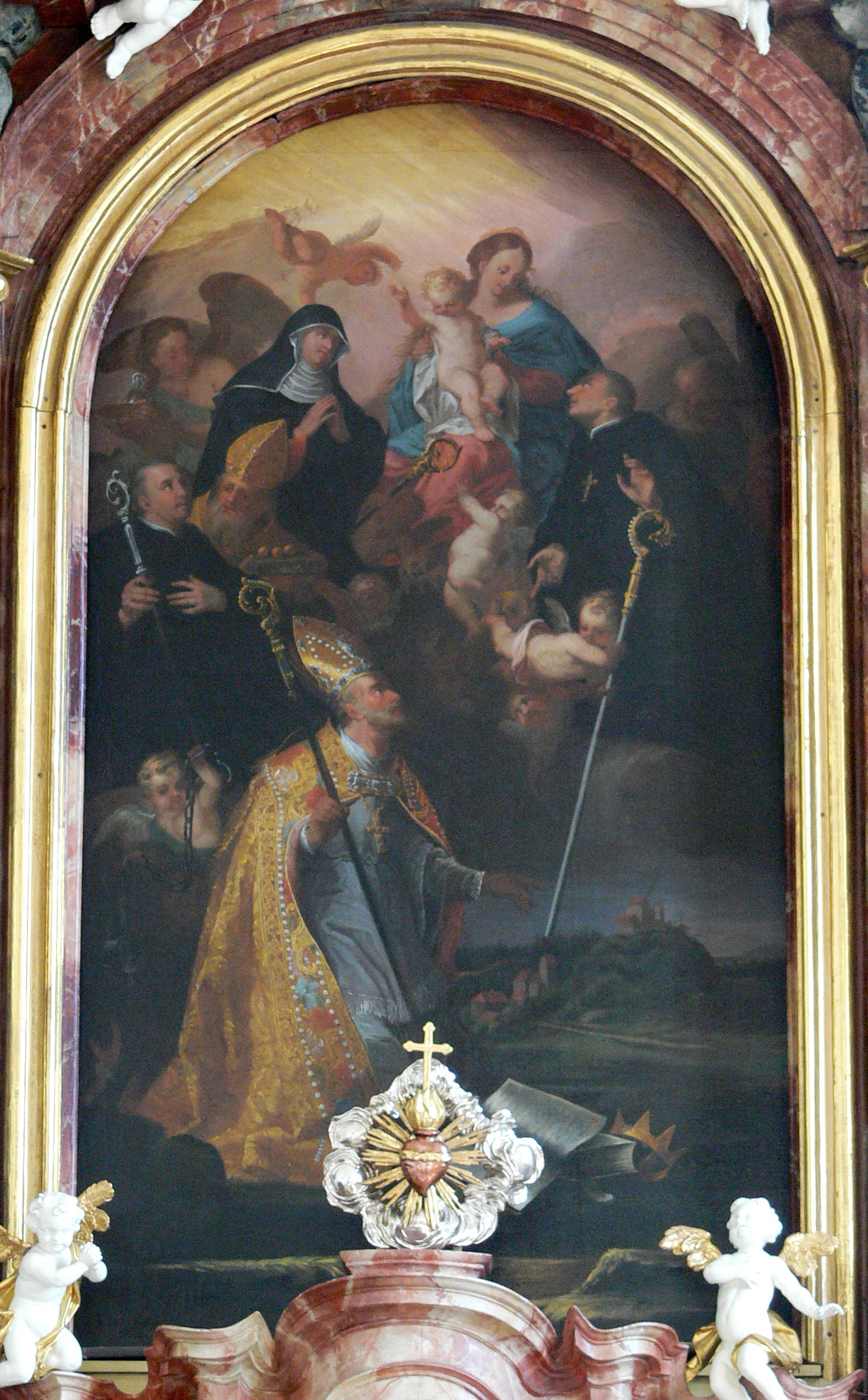
Pintura de Gabriel Weiss, 1725, con san Willibaldo arrodillado y sus hermanos ante la Madre de Dios (Waldburg, St. Magnus)
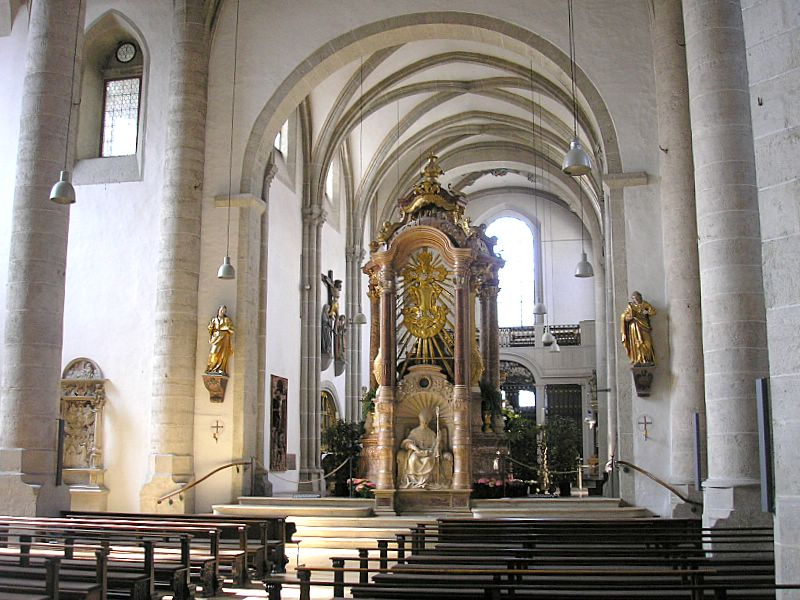
Catedral de Eichstätt, con el coro de san Willibaldo
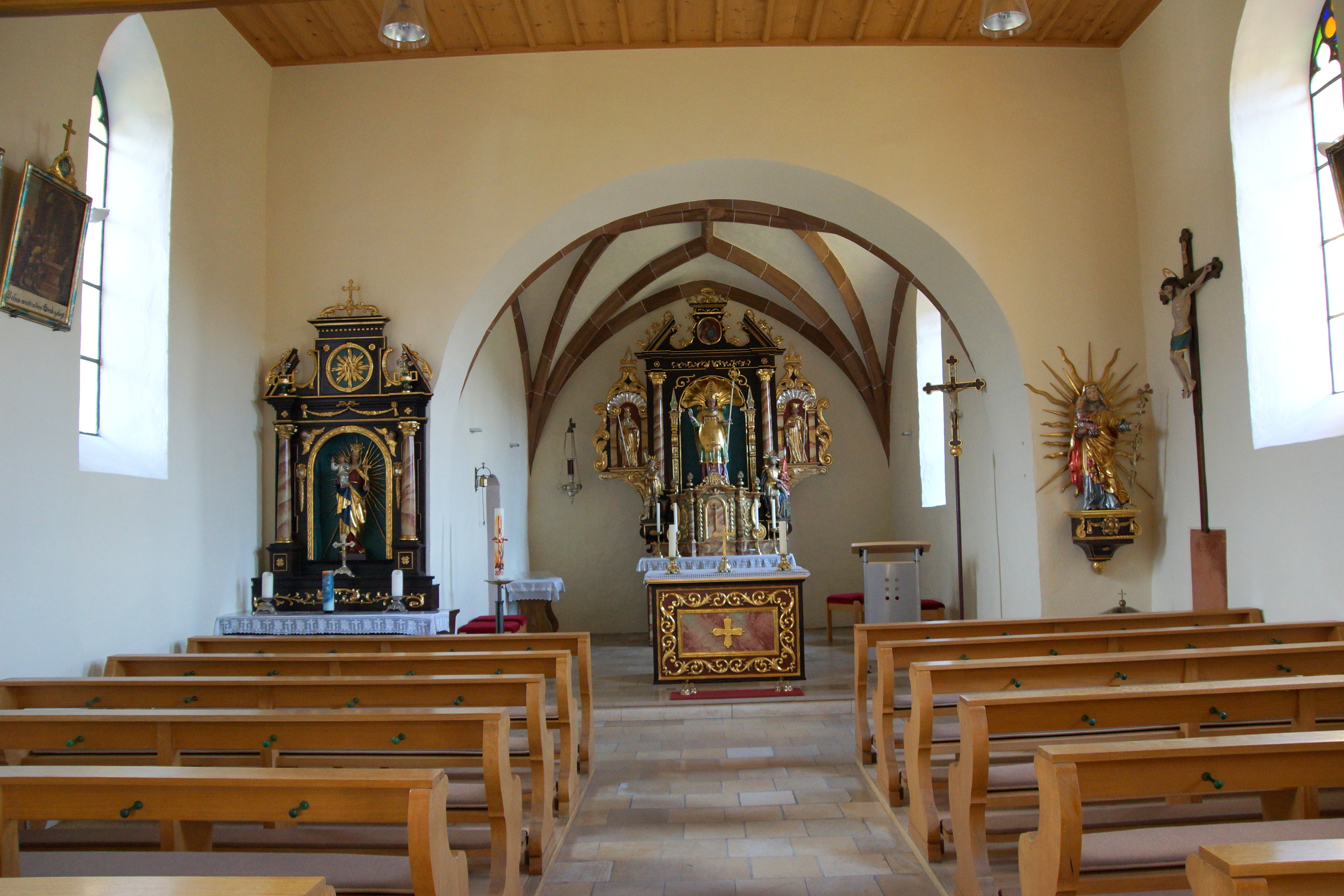
Iglesia de san Willibaldo en Unterölsbach, municipio de Berg in der Oberpfalz